# Durol
A durol vagy 1,2,4,5-tetrametilbenzol oldószerként használt aromás szénhidrogén. Neve a latin durus=kemény szóból származik, arra utalva, hogy ez a vegyület a rokon benzollal szemben szilárd halmazállapotú. A térhálósítók, ragasztók és bevonóanyagok gyártásához használt piromellitsav előállításának köztiterméke. Néhány műszaki műanyag alapanyagának (poliimidek és alkidgyanták térhálósítószere) gyártása során használják.
Az 1,2,4,5-tetrametilbenzol proton NMR spektruma egyszerű, csak két jelet tartalmaz, melyek a két aromás hidrogéntől (2H) és a négy metilcsoporttól (12H) származnak. Jól oldódik kloroformban is, így felhasználható belső standardként.

## Fordítás
- Ez a szócikk részben vagy egészben a Durene című angol Wikipédia-szócikk ezen változatának fordításán alapul.  Az eredeti cikk szerkesztőit annak laptörténete sorolja fel. Ez a jelzés csupán a megfogalmazás eredetét és a szerzői jogokat jelzi, nem szolgál a cikkben szereplő információk forrásmegjelöléseként.